# Villers-en-Vexin
Villers-en-Vexin – miejscowość i gmina we Francji, w regionie Normandia, w departamencie Eure.
Według danych na rok 1990 gminę zamieszkiwały 274 osoby, a gęstość zaludnienia wynosiła 44 osoby/km² (wśród 1421 gmin Górnej Normandii Villers-en-Vexin plasuje się na 635. miejscu pod względem liczby ludności, natomiast pod względem powierzchni na miejscu 592.).